# Ghazni (prowincja)
Ghazni (perski: غزنى) – jedna z 34 prowincji afgańskich. Stolica w Ghazni leżącym na trakcie handlowym Kabul-Kandahar. W 2021 roku zamieszkiwało ją prawie 1,4 mln osób.

## Warunki naturalne
Prowincja o dużym zróżnicowaniu powierzchni, a co za tym idzie sposobów użytkowania ziemi. Ze względu na sąsiedztwo zbierających wilgoć wysokich gór jest tam stosunkowo jak na ten kraj dobrze rozwinięta sieć rzeczna. Góry zbierające wilgoć i rzeki są jednak przyczyną częstych powodzi.
Położona w newralgicznym miejscu Afganistanu była częstym obiektem najazdów.

## Ludność i podział administracyjny
W skład prowincji Ghazni wchodzi 19 powiatów.
| Powiat       | Stolica       | Skład etniczny (%)                                    |
| ------------ | ------------- | ----------------------------------------------------- |
| Ab Band      | Haji Khel     | 100% Pasztuni                                         |
| Ajristan     | Sangar        | 97% Pasztuni, 3% Hazarowie                            |
| Andar        | Miray         | 100% Pasztuni                                         |
| Dih Yak      | Ramak         | 89% Hazarowie, 11% Pasztuni                           |
| Gelan        | Janda         | 100% Pasztuni                                         |
| Ghazni       | Ghazni        | 50% Tadżycy, 25% Pasztuni, 20% Hazarowie i 5% Hindusi |
| Giro         | Pana          | 100% Pasztuni                                         |
| Jaghori      | Sange-e-Masha | 100% Hazarowie                                        |
| Khugiani     | Khugiani      | 99.9% Pasztuni, 0.1% Hazarowie, Tadżycy i Uzbecy      |
| Khwaja Umari | Kwaja Umari   | 20% Pasztuni, 35% Tadżycy i 45% Hazarowie             |
| Malistan     | Malistan      | 100% Hazarowie                                        |
| Muqur        | Muqur         | 99% Pasztuni, 1% Hazarowie i Tadżycy                  |
| Nawa         | Nawa          | 100% Pasztuni                                         |
| Nawur        | Du Abi        | 100% Hazarowie                                        |
| Qarabagh     | Qarabagh      | 55% Pasztuni, 45% Hazarowie                           |
| Rashidan     | Rashidan      | 96% Pasztuni, 4% Hazarowie                            |
| Waghaz       | Waghaz        | głównie Pasztuni                                      |
| Zana Khan    | Dado          | 100% Pasztuni                                         |

Powiaty prowincji Ghazni

Dystrykty Malistan, Jaghuri, Nawur, częściowo również Qarabagh, Dih Yak i Jaghatu zamieszkiwane są z dużym udziałem ludności hazarskiej i tereny te znane są jako Hazaradżat.

## Historia i współczesność
Ghazni było centrum buddyjskiej kultury na terenie Afganistanu. W 683 roku arabska armia Umajjadów przyniosła islam podbijając terytorium Afganistanu i zakładając w Ghazni stolicę. Obszar prowincji doświadczył następnego niszczycielskiego najazdu w 869 roku gdy Jakub Ibn Lajs as-Saffar, założyciel dynastii Saffarydów, kompletnie zniszczył miasto Ghazni i okolice.

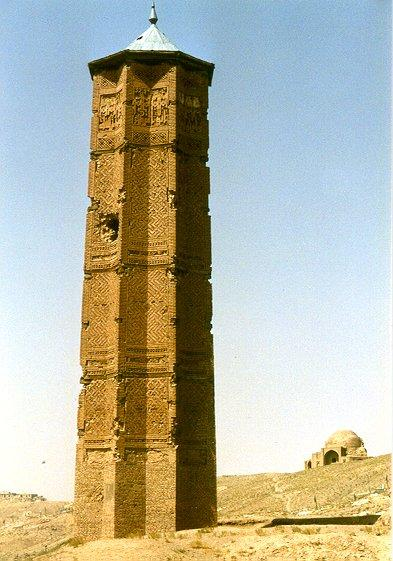
Minaret w Ghazni, zbudowany za panowania Bahramszaha (1117–1157) z dynastii Ghaznawidów

Po odbudowie miasta Ghazni stało się stolicą dynastii Ghaznawidów od 994 aż do 1160. W skład ich państwa wchodziły ziemie północnych Indii, Persji i Azji Centralnej.
Po rządach Ghaznawidów nastąpił okres władzy Ghurydów. Obszar Ghazni jak i całego Afganistanu ucierpiał w czas najazdu mongolskiego w 1221 roku. Armią najeźdźców dowodził Czyngis Chan.
Ghazni (miasto) jest sławne ze swego minaretu, z połowy XII wieku, zbudowanego na planie gwiazdy. Górne sekcje minaretu są obecnie zniszczone. Również w Ghazni znajduje się mauzoleum Mahmuda z Ghazny oraz groby wielu sławnych ludzi przeszłości jak uczonego Biruniego czy poety Sana'iego.

## Polityczna i wojskowa sytuacja w prowincji
Na terenie prowincji wykazują wzmożoną aktywność siły talibów kontrolujące wiejskie okolice położone z dala od stolicy, i atakujące obiekty szkolne oraz administracji rządowej. Dwukrotnie doszło tu do zabójstwa gubernatora prowincji: w 2006 roku zginęli Taj Mohammad oraz Sher Alam Ibrahimi. W mieście Ghazni znajduje się amerykańska baza organizacji pomocowych.
W kwietniu 2007 roku bojownicy Talibanu przejęli kontrolę nad dystryktem Giro dokonując przy tym kilku zabójstw dostojników z administracji rządowej.
W lipcu 2007 roku porwano tu 23 pracowników koreańskich organizacji pomocowych. Dwóch pracowników talibowie zabili – resztę udało się uwolnić.

## Polska obecność wojskowa w prowincji

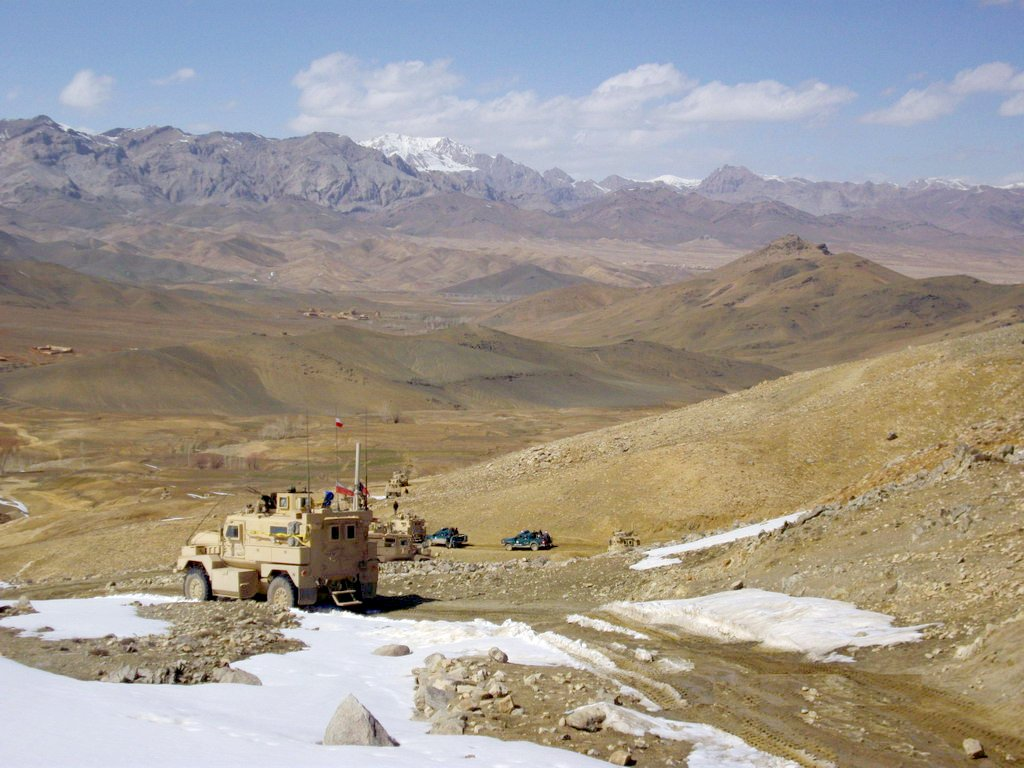
Żołnierze SZ RP w dystrykcie Rashidan podczas operacji „Passage”, rok 2009

Do marca 2008 na terenie prowincji znajdowała się baza Alfa Polskiej Grupy Bojowej.
20 sierpnia 2008 r. w trakcie przejazdu z bazy Szarana do Ghazni polski pojazd wojskowy wpadł na minę. W wyniku wybuchu zginęło 3 żołnierzy, a 1 został raniony.
30 października 2008 r. Polska przejęła odpowiedzialność za prowincję.
10 sierpnia 2009 w miejscowości Usmankhel w dystrykcie Ajristan polsko-afgański patrol został zaatakowany przez talibów, w wyniku czego 1 Polak zginął, a 4 zostało rannych.